# Matheus Santana
Matheus Paulo de Santana, (Río de Janeiro, 2 de abril de 1996) es un nadador brasileño.

## Biografía
Matheus comenzó a competir en campeonatos nacionales en 2008. Su primer título nacional llegó en la categoría Juvenil I, en noviembre de 2011. Matheus nadó por el equipo brasileño en Multinations en Corfú, Grecia, en 2012. En el Sudamericano de la Juventud 2013, que se celebró en Valparaíso, Chile, ganó los 100 metros estilo libre y terminó tercero en el 50 m libre.
Matheus se clasificó para el Mundial de Natación Júnior 2013 en Dubái, pero fue apartado de la selección debido a una alta tasa de diabetes.
En Juegos Suramericanos de 2014 de Santiago, Chile, Matheus ganó tres medallas de oro en los 100 metros estilo libre, 4 x 100 metros libre y 4 x 100 metros estilos, batiendo el récord de los Juegos en todas las pruebas.
En el Trofeo Maria Lenk 2014 en São Paulo, Matheus rompió el récord mundial junior en dos ocasiones en la prueba de los 100 metros estilo libre con un tiempo de 48s85 en la calificación y 48s61 en la final. Se clasificó para competir en el Campeonato Pan-Pacífico de Natación de 2014, pero decidió no participar para hacerlo en los Juegos Olímpicos de la Juventud de Nankín 2014.
En el Campeonato Brasileiro Junior y Senior, en mayo de 2014, volvió a batir el récord mundial en los 100 metros estilo libre junior, con un tiempo de 48s35, el sexto mejor tiempo del mundo en 2014.
En Juegos Olímpicos de la Juventud de Nankín 2014, Matheus ganó una medalla de plata en el 4 x 100 m libres mixto. En la prueba de 50 m libre ganó otra de plata, con un tiempo de 22s43, lejos de hacer el mejor tiempo de su carrera. Por último, en la prueba de 100 m libre, Matheus ganó el oro y rompió el récord mundial junior por tercera vez, con un tiempo de 48s25, el quinto mejor tiempo del mundo en 2014. Ese tiempo le habría dado la medalla de plata en el Pan-Pacífico, derrotando a grandes nadadores como Nathan Adrian y James Magnussen.
En Campeonato Sudamericano de Natación de 2014 en Mar del Plata, Matheus consiguió 3 medallas de oro y 3 de plata.
En los Juegos Panamericanos de 2015 en Toronto, Santana ganó la medalla de oro en los 4 x 100 metros libre (donde se rompió el récord de los Juegos Panamericanos con un tiempo de 3:13.66, junto con Marcelo Chierighini, João de Lucca y Bruno Fratus). También terminó séptimo en los 100 metros libre.
En el Campeonato Mundial de Natación de 2015, en Kazán, Santana terminó cuarto en los 4 × 100 metros libre, junto con Marcelo Chierighini, Bruno Fratus y João de Lucca. César Cielo no nadó la final - a pesar de estar participando en el campeonato, estaba sintiendo dolor en el hombro. En los 100 metros libre, terminó noveno con un tiempo de 48.52, casi va a la final. También terminó sexto en los 4 × 100 metros libre mixto, junto con Bruno Fratus, Larissa Oliveira y Daynara de Paula, rompiendo el récord sudamericano con un tiempo de 3:25.58.